# ديكوردوفا (تكساس)
ديكوردوفا، تكساس

ديكوردوفا (بالإنجليزية: DeCordova)‏ هي مدينة أمريكية تقع في ولاية تكساس.

## التركيبة السكانية
حدّد مكتب تعداد الولايات المتحدة بيانات التركيبة السكانية لديكوردوفا في تعداد الولايات المتحدة. في ما يلي، التركيبة السكانية حسب تعدادي 2000 و2010.

### تعداد عام 2010
بلغ عدد سكان ديكوردوفا 2,683 نسمة بحسب تعداد عام 2010، وبلغ عدد الأسر 1,278 أسرة وعدد العائلات 933 عائلة مقيمة في المدينة. في حين سجلت الكثافة السكانية 640.3 نسمة لكل كيلومتر مربع (1,658.4/ميل2). وبلغ عدد الوحدات السكنية 1,465 وحدة بمتوسط كثافة قدره 349.6 لكل كيلومتر مربع (905.5/ميل2).
وتوزع التركيب العرقي للمدينة بنسبة 97.65% من البيض و0.07% من الأمريكيين الأفارقة و0.67% من الأمريكيين الأصليين و0.37% من الأمريكيين ذوي الأصول الآسيوية و0.04% من سكان جزر المحيط الهادئ و0.41% من الأعراق الأخرى و0.78% من عرقين مختلطين أو أكثر و2.35% من الهسبانيون أو اللاتينيون من أي عرق.
بلغ عدد الأسر 1,278 أسرة كانت نسبة 16.3% منها لديها أطفال تحت سن الثامنة عشر تعيش معهم، وبلغت نسبة الأزواج القاطنين مع بعضهم البعض 66.1% من أصل المجموع الكلي للأسر، ونسبة 5.2% من الأسر كان لديها معيلات من الإناث دون وجود شريك،  بينما كانت نسبة 1.7% من الأسر لديها معيلون من الذكور دون وجود شريكة وكانت نسبة 27% من غير العائلات. تألفت نسبة 24.9% من أصل جميع الأسر من عدة أفراد يعيشون في نفس المنزل ونسبة 17.1% كانت تتألف من شخص يعيش بمفرده يبلغ من العمر 65 عاماً أو أكثر. وبلغ متوسط حجم الأسرة المعيشية 2.10، أما متوسط حجم العائلات فبلغ 2.46.
بلغ العمر الوسطي للسكان 60.4 عاماً. وكانت نسبة 12.9% من القاطنين تحت سن الثامنة عشر، وكانت نسبة 3.3% بين الثامنة عشر والرابعة والعشرين عاماً، ونسبة 11.9% كانت واقعةً في الفئة العمرية ما بين الخامسة والعشرين والرابعة والأربعين عاماً، ونسبة 30.7% كانت ما بين الخامسة والأربعين والرابعة والستين، ونسبة 41.2% كانت ضمن فئة الخامسة والستين عاماً فما فوق. وتوزع التركيب الجنسي للسكان بنسبة 47.7% ذكور و52.3% إناث.